# Diaea carangali
Diaea carangali là một loài nhện trong họ Thomisidae.
Loài này thuộc chi Diaea. Diaea carangali được Alberto Barrion & James A. Litsinger miêu tả năm 1995.